# Ludwig Fulda
Ludwig Fulda, född 7 juli 1862 i Frankfurt am Main, död 7 mars 1939 (självmord) i Berlin, var en tysk författare.
Fulda var från 1888 bosatt i Berlin, och var på lustspelets område en av de första representanterna för en modest naturalism men utvecklades till en habil teaterskribent utan högre syfte än att förströ. Bland hans pjäser, varav ett flertal kring sekelskiftet spelades även i Sverige, märks Unter vier Augen (1885), Der Talisman (1893), Die Kameraden (1895), Jugendfreunde (1898), Die wilde Jagd (1899), Die Zwillingschwester (1901, på vers), Maskerade (1904), samt Des Esels Schatten (1921). Fulda har även skrivit lyrik och utfört talangfulla översättningar, bland annat av Molière (Meisterwerke, 1892), Edmond Rostand (Cyrano de Bergerac, 1898), Shakespeare (Sonette, 1913) och Henrik Ibsen (Per Gynt, 1915). 
Han begick självmord i Berlin 1939, efter att ha nekats inträde i USA.